# Xanthia lutea
Xanthia lutea là một loài bướm đêm trong họ Noctuidae.